# Eleições legislativas portuguesas de 1995 no distrito de Setúbal
| Eleições legislativas portuguesas de 1995 Distritos: Aveiro \| Beja \| Braga \| Bragança \| Castelo Branco \| Coimbra \| Évora \| Faro \| Guarda \| Leiria \| Lisboa \| Portalegre \| Porto \| Santarém \| Setúbal \| Viana do Castelo \| Vila Real \| Viseu \| Açores \| Madeira \| Estrangeiro |

## Resultados por Concelho
Os resultados nos concelhos do Distrito de Setúbal foram os seguintes:

### Alcácer do Sal
| Partido                 | Partido                        | Votos  | %               | +/-   |
| ----------------------- | ------------------------------ | ------ | --------------- | ----- |
|                         | Partido Socialista             | 4 185  | 45,04 / 100,00  | 15,26 |
|                         | Coligação Democrática Unitária | 2 825  | 30,41 / 100,00  | 1,54  |
|                         | Partido Social Democrata       | 1 111  | 11,96 / 100,00  | 13,96 |
|                         | Partido Popular                | 447    | 4,81 / 100,00   | 1,85  |
|                         | PCTP/MRPP                      | 303    | 3,26 / 100,00   | 0,54  |
|                         | União Democrática Popular      | 111    | 1,19 / 100,00   | -     |
|                         | Outros                         | 118    | 1,26 / 100,00   |       |
| Votos Inválidos         | Votos Inválidos                | 191    | 2,06 / 100,00   | 0,35  |
| Total                   | Total                          | 9 291  | 100,00 / 100,00 |       |
| Eleitorado/Participação | Eleitorado/Participação        | 13 532 | 68,66 / 100,00  | 1,73  |

### Alcochete
| Partido                 | Partido                        | Votos | %               | +/-   |
| ----------------------- | ------------------------------ | ----- | --------------- | ----- |
|                         | Partido Socialista             | 3 167 | 47,62 / 100,00  | 17,22 |
|                         | Coligação Democrática Unitária | 1 638 | 24,63 / 100,00  | 2,62  |
|                         | Partido Social Democrata       | 1 079 | 16,23 / 100,00  | 15,14 |
|                         | Partido Popular                | 373   | 5,61 / 100,00   | 3,50  |
|                         | PCTP/MRPP                      | 136   | 2,05 / 100,00   | 0,02  |
|                         | União Democrática Popular      | 78    | 1,17 / 100,00   | -     |
|                         | Outros                         | 87    | 1,31 / 100,00   |       |
| Votos Inválidos         | Votos Inválidos                | 92    | 1,38 / 100,00   | 0,32  |
| Total                   | Total                          | 6 650 | 100,00 / 100,00 |       |
| Eleitorado/Participação | Eleitorado/Participação        | 9 838 | 67,60 / 100,00  | 2,56  |

### Almada
| Partido                 | Partido                        | Votos   | %               | +/-   |
| ----------------------- | ------------------------------ | ------- | --------------- | ----- |
|                         | Partido Socialista             | 44 615  | 45,00 / 100,00  | 15,24 |
|                         | Coligação Democrática Unitária | 21 345  | 21,53 / 100,00  | 0,26  |
|                         | Partido Social Democrata       | 20 278  | 20,45 / 100,00  | 16,08 |
|                         | Partido Popular                | 7 531   | 7,60 / 100,00   | 4,88  |
|                         | PCTP/MRPP                      | 1 277   | 1,29 / 100,00   | 0,07  |
|                         | Outros                         | 2 315   | 2,33 / 100,00   |       |
| Votos Inválidos         | Votos Inválidos                | 1 789   | 1,80 / 100,00   | 0,26  |
| Total                   | Total                          | 99 150  | 100,00 / 100,00 |       |
| Eleitorado/Participação | Eleitorado/Participação        | 144 691 | 68,53 / 100,00  | 0,08  |

### Barreiro
| Partido                 | Partido                        | Votos  | %               | +/-   |
| ----------------------- | ------------------------------ | ------ | --------------- | ----- |
|                         | Partido Socialista             | 23 041 | 43,53 / 100,00  | 15,71 |
|                         | Coligação Democrática Unitária | 17 177 | 32,45 / 100,00  | 2,17  |
|                         | Partido Social Democrata       | 7 161  | 13,53 / 100,00  | 13,26 |
|                         | Partido Popular                | 2 930  | 5,54 / 100,00   | 3,65  |
|                         | PCTP/MRPP                      | 673    | 1,27 / 100,00   | 0,15  |
|                         | Outros                         | 1 161  | 2,19 / 100,00   |       |
| Votos Inválidos         | Votos Inválidos                | 787    | 1,48 / 100,00   | 0,63  |
| Total                   | Total                          | 52 930 | 100,00 / 100,00 |       |
| Eleitorado/Participação | Eleitorado/Participação        | 76 376 | 69,30 / 100,00  | 0,28  |

### Grândola
| Partido                 | Partido                        | Votos  | %               | +/-   |
| ----------------------- | ------------------------------ | ------ | --------------- | ----- |
|                         | Partido Socialista             | 3 866  | 40,59 / 100,00  | 15,09 |
|                         | Coligação Democrática Unitária | 3 056  | 32,08 / 100,00  | 1,59  |
|                         | Partido Social Democrata       | 1 607  | 16,87 / 100,00  | 11,56 |
|                         | Partido Popular                | 353    | 3,71 / 100,00   | 1,33  |
|                         | PCTP/MRPP                      | 292    | 3,07 / 100,00   | 0,19  |
|                         | União Democrática Popular      | 100    | 1,05 / 100,00   | -     |
|                         | Outros                         | 114    | 1,21 / 100,00   |       |
| Votos Inválidos         | Votos Inválidos                | 137    | 1,44 / 100,00   | 0,50  |
| Total                   | Total                          | 9 525  | 100,00 / 100,00 |       |
| Eleitorado/Participação | Eleitorado/Participação        | 13 430 | 70,92 / 100,00  | 0,71  |

### Moita
| Partido                 | Partido                        | Votos  | %               | +/-   |
| ----------------------- | ------------------------------ | ------ | --------------- | ----- |
|                         | Partido Socialista             | 14 435 | 39,93 / 100,00  | 16,27 |
|                         | Coligação Democrática Unitária | 12 050 | 33,33 / 100,00  | 3,72  |
|                         | Partido Social Democrata       | 5 381  | 14,88 / 100,00  | 12,59 |
|                         | Partido Popular                | 2 030  | 5,62 / 100,00   | 3,33  |
|                         | PCTP/MRPP                      | 692    | 1,91 / 100,00   | 0,02  |
|                         | União Democrática Popular      | 483    | 1,34 / 100,00   | -     |
|                         | Outros                         | 516    | 1,43 / 100,00   |       |
| Votos Inválidos         | Votos Inválidos                | 565    | 1,57 / 100,00   | 0,49  |
| Total                   | Total                          | 36 152 | 100,00 / 100,00 |       |
| Eleitorado/Participação | Eleitorado/Participação        | 55 151 | 65,55 / 100,00  | 0,60  |

### Montijo
| Partido                 | Partido                        | Votos  | %               | +/-   |
| ----------------------- | ------------------------------ | ------ | --------------- | ----- |
|                         | Partido Socialista             | 9 409  | 43,69 / 100,00  | 17,13 |
|                         | Partido Social Democrata       | 5 023  | 23,32 / 100,00  | 18,80 |
|                         | Coligação Democrática Unitária | 3 965  | 18,41 / 100,00  | 0,98  |
|                         | Partido Popular                | 1 786  | 8,29 / 100,00   | 5,33  |
|                         | PCTP/MRPP                      | 486    | 2,26 / 100,00   | 0,35  |
|                         | Outros                         | 481    | 2,23 / 100,00   |       |
| Votos Inválidos         | Votos Inválidos                | 386    | 1,79 / 100,00   | 0,15  |
| Total                   | Total                          | 21 536 | 100,00 / 100,00 |       |
| Eleitorado/Participação | Eleitorado/Participação        | 35 112 | 61,34 / 100,00  | 2,40  |

### Palmela
| Partido                 | Partido                        | Votos  | %               | +/-   |
| ----------------------- | ------------------------------ | ------ | --------------- | ----- |
|                         | Partido Socialista             | 11 514 | 47,16 / 100,00  | 18,69 |
|                         | Coligação Democrática Unitária | 5 149  | 21,09 / 100,00  | 0,76  |
|                         | Partido Social Democrata       | 4 318  | 17,69 / 100,00  | 18,29 |
|                         | Partido Popular                | 1 877  | 7,69 / 100,00   | 4,60  |
|                         | PCTP/MRPP                      | 500    | 2,05 / 100,00   | 0,06  |
|                         | União Democrática Popular      | 256    | 1,05 / 100,00   | -     |
|                         | Outros                         | 370    | 1,51 / 100,00   |       |
| Votos Inválidos         | Votos Inválidos                | 431    | 1,77 / 100,00   | 0,38  |
| Total                   | Total                          | 24 415 | 100,00 / 100,00 |       |
| Eleitorado/Participação | Eleitorado/Participação        | 37 108 | 65,79 / 100,00  | 1,47  |

### Santiago do Cacém
| Partido                 | Partido                        | Votos  | %               | +/-   |
| ----------------------- | ------------------------------ | ------ | --------------- | ----- |
|                         | Partido Socialista             | 7 926  | 43,30 / 100,00  | 17,17 |
|                         | Coligação Democrática Unitária | 4 264  | 23,29 / 100,00  | 3,06  |
|                         | Partido Social Democrata       | 3 460  | 18,90 / 100,00  | 15,29 |
|                         | Partido Popular                | 1 225  | 6,69 / 100,00   | 3,12  |
|                         | PCTP/MRPP                      | 543    | 2,97 / 100,00   | 1,00  |
|                         | Outros                         | 501    | 2,74 / 100,00   |       |
| Votos Inválidos         | Votos Inválidos                | 386    | 2,11 / 100,00   | 0,04  |
| Total                   | Total                          | 18 305 | 100,00 / 100,00 |       |
| Eleitorado/Participação | Eleitorado/Participação        | 27 163 | 67,39 / 100,00  | 0,62  |

### Seixal
| Partido                 | Partido                        | Votos  | %               | +/-   |
| ----------------------- | ------------------------------ | ------ | --------------- | ----- |
|                         | Partido Socialista             | 31 190 | 45,49 / 100,00  | 15,83 |
|                         | Coligação Democrática Unitária | 15 833 | 23,09 / 100,00  | 1,24  |
|                         | Partido Social Democrata       | 12 883 | 18,79 / 100,00  | 16,30 |
|                         | Partido Popular                | 5 212  | 7,60 / 100,00   | 4,98  |
|                         | PCTP/MRPP                      | 810    | 1,18 / 100,00   | 0,08  |
|                         | Outros                         | 1 446  | 2,10 / 100,00   |       |
| Votos Inválidos         | Votos Inválidos                | 1 198  | 1,74 / 100,00   | 0,31  |
| Total                   | Total                          | 68 572 | 100,00 / 100,00 |       |
| Eleitorado/Participação | Eleitorado/Participação        | 99 796 | 68,71 / 100,00  | 0,01  |

### Sesimbra
| Partido                 | Partido                        | Votos  | %               | +/-   |
| ----------------------- | ------------------------------ | ------ | --------------- | ----- |
|                         | Partido Socialista             | 8 036  | 46,91 / 100,00  | 19,03 |
|                         | Partido Social Democrata       | 3 604  | 21,04 / 100,00  | 19,29 |
|                         | Coligação Democrática Unitária | 2 986  | 17,43 / 100,00  | 0,94  |
|                         | Partido Popular                | 1 382  | 8,07 / 100,00   | 4,85  |
|                         | PCTP/MRPP                      | 350    | 2,04 / 100,00   | 0,32  |
|                         | Outros                         | 417    | 2,43 / 100,00   |       |
| Votos Inválidos         | Votos Inválidos                | 354    | 2,06 / 100,00   | 0,22  |
| Total                   | Total                          | 17 129 | 100,00 / 100,00 |       |
| Eleitorado/Participação | Eleitorado/Participação        | 24 891 | 68,82 / 100,00  | 1,15  |

### Setúbal
| Partido                 | Partido                        | Votos  | %               | +/-   |
| ----------------------- | ------------------------------ | ------ | --------------- | ----- |
|                         | Partido Socialista             | 29 776 | 47,88 / 100,00  | 18,35 |
|                         | Partido Social Democrata       | 12 629 | 20,31 / 100,00  | 20,29 |
|                         | Coligação Democrática Unitária | 10 782 | 17,34 / 100,00  | 0,05  |
|                         | Partido Popular                | 5 666  | 9,11 / 100,00   | 6,11  |
|                         | PCTP/MRPP                      | 862    | 1,39 / 100,00   | 0,07  |
|                         | Outros                         | 1 512  | 2,43 / 100,00   |       |
| Votos Inválidos         | Votos Inválidos                | 968    | 1,56 / 100,00   | 0,13  |
| Total                   | Total                          | 62 195 | 100,00 / 100,00 |       |
| Eleitorado/Participação | Eleitorado/Participação        | 91 436 | 68,02 / 100,00  | 0,94  |

### Sines
| Partido                 | Partido                        | Votos  | %               | +/-   |
| ----------------------- | ------------------------------ | ------ | --------------- | ----- |
|                         | Partido Socialista             | 3 159  | 45,92 / 100,00  | 18,54 |
|                         | Coligação Democrática Unitária | 1 746  | 25,38 / 100,00  | 1,42  |
|                         | Partido Social Democrata       | 1 038  | 15,09 / 100,00  | 16,61 |
|                         | Partido Popular                | 436    | 6,34 / 100,00   | 3,14  |
|                         | PCTP/MRPP                      | 201    | 2,92 / 100,00   | 0,68  |
|                         | União Democrática Popular      | 75     | 1,09 / 100,00   | -     |
|                         | Outros                         | 90     | 1,32 / 100,00   |       |
| Votos Inválidos         | Votos Inválidos                | 135    | 1,96 / 100,00   | 0,37  |
| Total                   | Total                          | 6 880  | 100,00 / 100,00 |       |
| Eleitorado/Participação | Eleitorado/Participação        | 10 618 | 64,80 / 100,00  | 0,73  |